# 戴王縉
戴王缙（？—？），字绅黄，號雲極，直隸沧州（今河北）人，清朝政治人物，進士出身。

## 生平
順治十五年（1658年）登戊戌科進士，官行人司行人。著有《萧云斋集》。

## 家族
高祖戴才，明萬曆間尚書。父戴明說，清順治間尚書。